# Molukken-Fächergarnele
Die Molukken-Fächergarnele (Atyopsis moluccensis), auch Molukken-Bergbach-Garnele oder Radargarnele genannt, ist eine asiatische Süßwassergarnele (Atyidae) aus der Gattung der Fächergarnelen (Atyopsis).

## Vorkommen
Die Art ist in Süd- und Südostasien verbreitet, von Indien und Sri Lanka über Thailand und die Malaiische Halbinsel, Indonesien bis nach Neuguinea. Ihren Namen verdankt sie der indonesischen Inselgruppe der Molukken.

## Merkmale
Die Tiere werden bis zu 8,6 cm lang und sind farblich sehr variabel. Der Grundfarbton reicht von hell- bis dunkelbraun, als Zeichnung kommen dunkle Seitenstreifen oder unterbrochene Muster vor; es gibt auch Exemplare mit einem hellen Rückenstrich. Früher wurden Exemplare aus verschiedenen Regionen fälschlicherweise unterschiedlichen Arten zugeordnet. Fächergarnelen vermehren sich in Gefangenschaft nicht und die Einordnung der Farbtypen zur gemeinsamen Art erfolgte relativ spät.

## Nahrungsaufnahme

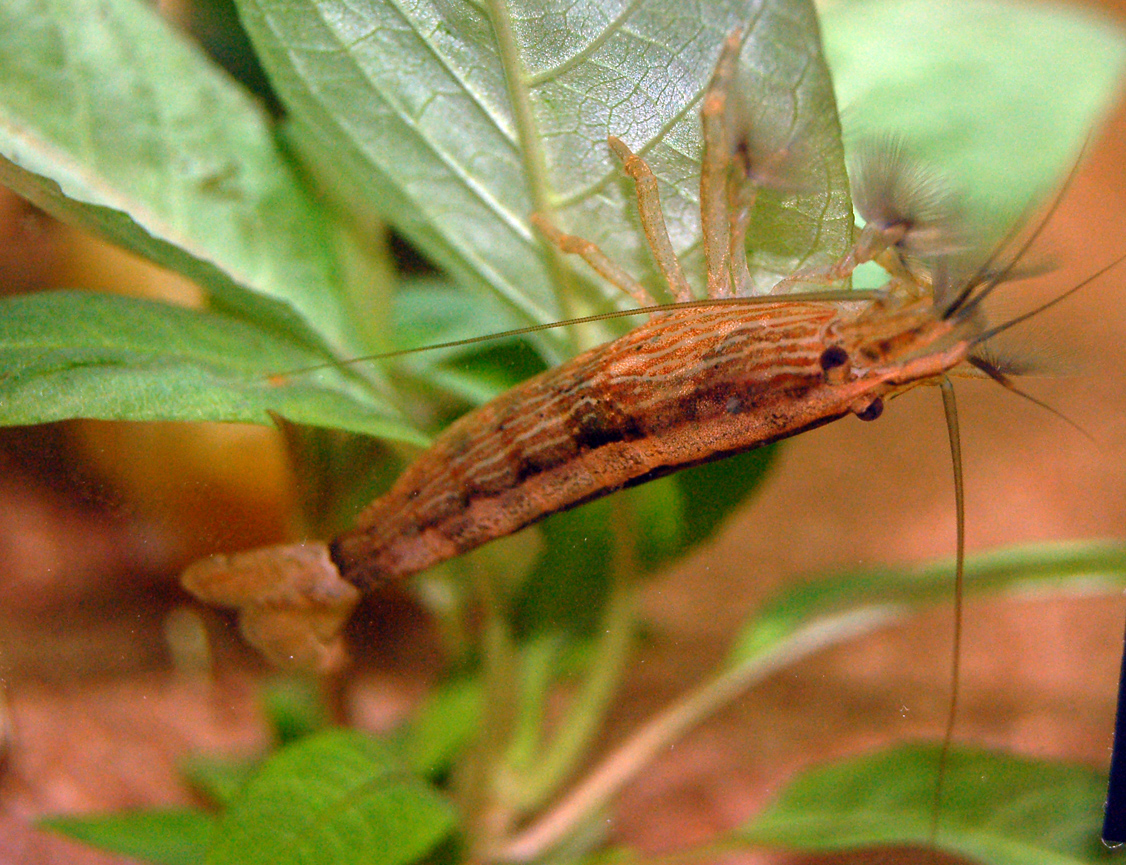
Filternde Garnele mit entfalteten Fächerhänden

Wie alle Fächergarnelen besitzt Atyopsis moluccensis lange Borsten an den ersten beiden Schreitbeinpaaren, welche zum Filtrieren von Plankton dienen. Sie sind im aktiven Zustand fächerartig entfaltet, werden in die Strömung gehalten und in regelmäßigen Abständen zusammengezogen unter dem Körper ausgestreift. Dabei werden die ausfiltrierten Kleinstorganismen von der Garnele aufgenommen. Der empfindliche Borstenapparat wird häufig geputzt und geordnet.
Die beiden Fächerbeinpaare werden auch zur Fortbewegung und zum Abstützen genutzt, wobei die Borsten dann zu kleinen, spitz zulaufenden Kegeln zusammengefaltet sind. Beim Schwimmen werden die Beine dicht unter dem Körper gehalten.

## Lebensweise
Die erwachsenen Tiere leben in fließenden Gewässern und bevorzugen Stellen mit sehr starker Strömung. Jungtiere halten sich in Gebieten mit ruhigerem Wasser auf. Die Art kommt trotz des Trivialnamens Molukken-Bergbach-Garnele nur in warmen Gewässern im Tiefland und nicht in Gebirgen vor.

## Fortpflanzung
Die Einzelheiten der Fortpflanzung sind nicht bekannt. Vermutlich wandern die Larven stromabwärts und entwickeln sich in Meeres- oder Brackwasser, bevor sie wieder ins Süßwasser wechseln. Dieses Verhalten zeigen viele Süßwassergarnelenarten, deren Larven in den ersten Lebenswochen auf einen Mindest-Salzgehalt angewiesen sind. Sie stammen evolutionär von rein meeresbewohnenden Arten ab, wobei nicht alle Entwicklungslinien die Fähigkeit zur Fortpflanzung im Süßwasser erworben haben. Als mögliche Gründe für den Salzbedarf in den ersten Lebenswochen werden Eigenheiten im Stoffwechsel sowie vor allem Vorgänge während der Häutung im Larvenstadium diskutiert. Von einer erfolgreichen Nachzucht in menschlicher Obhut ist bereits berichtet worden.

## Fächergarnelen in der Aquaristik
Die Tiere – im Handel auch als Fächerhandgarnele vermarktet – werden häufig in Aquarien gehalten. Sie stellen jedoch spezielle Ansprüche an die Haltungsbedingungen, bevorzugen stark bewegtes Wasser mit einem hohen Anteil Schwebstoffe, darunter Algen sowie tierische Kleinstorganismen. Eine optimale Fütterung in Gefangenschaft gilt als schwierig, zumal schwebstoffreiches oder trübes Wasser häufig unerwünscht ist. Konstant optimale Bedingungen lassen sich in Gefangenschaft nur durch ständige kleine Futterstoffgaben herstellen, weil die Zusammensetzung von Aquarienwasser in einem abgeschlossenen Kreislauf mit Filtern reguliert werden muss, welche dem Wasser auch die Nahrung der Garnelen beständig entziehen. Gefangen gehaltene Fächergarnelen neigen mitunter zum Gründeln im Bodensubstrat oder nehmen sessile Futterorganismen auf, wobei nicht bekannt ist, inwieweit sie dieses Verhalten auch in der freien Natur zeigen.